# 郭亮 (工人运动领袖)

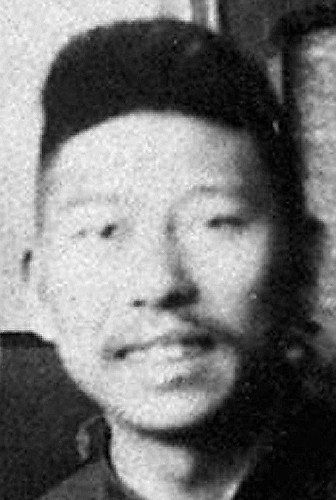
郭亮

郭亮（1901年12月3日—1928年3月29日），又名郭靖嘉，湖南省长沙县铜官区文家坝人（今长沙市望城区茶亭镇郭亮村文家坝），中国工人运动领袖、中共早期活动家。毛泽东在延安谈起郭亮时，称他是“有名的工人运动的组织者”。

## 简历
郭亮父亲郭弼林是一名乡村塾师，母亲邹氏。1912年他在西湖寺高小读预科的时候，自作主张，改名郭亮，他希望自己长大后，像三国时的诸葛亮一样足智多谋。 于1915年入长沙市长郡联立中学，1920年秋入湖南省立第一师范。五四运动前後结识毛泽东和蔡和森，参加了新民学会、湖南马克思主义研究会。1921年10月加入了中国社会主义青年团。1921年冬毛泽东作為介绍人加入中共。先後任中共湖南省工团联合会副总干事（总干事为毛泽东），湖南省总工会委员长，中共湖南区委委员兼工农部部长。郭亮為湖南工人運動組織者。1922年9月，为增加薪资组织和参与了粤汉铁路北段的工人罢工并被捕入狱。1925年领导和组织湖南全省的工人罢工和学生罢课，并组织工人纠察队支持北伐。1927年4月17日长沙枪毙叶德辉的公审大会担任主审。
1927年5月中共五大被选为中央候補委员，隨後任中共湖南省委代理书记1927年参加南昌起义，周恩来派郭亮到贺龙国民革命军第二十军做政治工作。起义部队在潮汕地区失利后，郭亮经香港到上海找到党中央。1927年12月任中共湖北省委书记；1928年1月任中共湘鄂赣边特委书记，化名李材，在岳州以“李记煤栈”老板身份开展工作。由于遭到举报，1928年3月27日在岳阳被捕，3月29日押回长沙後在“铲共法院”被审，郭亮在法庭上说：“我承认我是郭亮，你们就可以杀了，不必多问。”当天下午被处决。临刑前，郭亮写了一封留给妻子李灿英的遗书：“灿英吾爱 亮东奔西走 无家无国 我事毕矣 望善抚吾儿 以继余志 此嘱 临死日 郭亮” 郭亮死後其头颅先後悬于长沙司门口示众三天，随后挂在铜官东山寺（今郭亮寺）戏台楹柱上，被家属及支持者抢下后请皮匠缝合在遗体上，并在颈项上裹上红绸，秘密葬于郭亮早逝的大哥郭砚章的墓穴中。

## 身后影响
郭亮头颅被示众的八天之后，在上海的鲁迅在《申报》看到一则《长沙通信》上说：“共魁郭亮之首级，又悬之司门口示众”。鲁迅在报纸上公开发表《头》与《铲共大观》，用讥讽笔调称《申报》记者的文章“其中有几处文笔做得极好”，并将那些反映“看客”的文字抄录下来：

“……是日执行之后，因马（淑纯，十六岁；志纯，十四岁）傅（凤君，二十四岁）三犯，系属女性，全城男女往观者，终日人山人海，拥挤不通。加以共魁郭亮之首级，又悬之司门口示众，往观者更众。司门口八角亭一带，交通为之断绝。计南门一带民众，则看郭亮首级后，又赴教育会看女尸。北门一带民众，则在教育会看女尸后，又往司门口看郭首级。全城扰攘，铲共空气，为之骤张；直至晚间，观者始不似日间之拥挤。”

“你看这不过一百五六十字的文章，就多么有力。我一读，便仿佛看见司门口挂着一颗头，教育会前列着三具不连头的女尸……但是，革命被头挂退的事是很少有的”。

1950年5月8日，毛泽东亲笔回信给郭亮夫人李灿英：

灿英同志：
去年十一月十三日来信收到，极为欣慰。在莫斯科时曾看见志成，情形是好的，大约不要很久可以毕业回国。你在湖南工作很好，如工作需要，不必来北京。

此复 顺祝

健康

毛泽东 五月八日

郭亮李灿英夫妻合葬墓于1957年3月竣工，现为湖南省重点文物保护单位。
1964年7月18日，时任中共中央主席的毛泽东在视察湖南返回北京途中，专列停靠岳阳站，对陪同的中共湖南省委第一书记张平化称：“岳阳，我在大革命时来过两次，那时郭亮在这里组织铁路工人大罢工。”

## 家人
- 妻子李灿英，1903年生。她的父亲李迪林是郭亮所在西湖寺高小的老师。1937年11月，李灿英到长沙八路军驻湘办事处找到负责人徐特立，不久又到八路军驻汉办事处见到了周恩来和邓颖超。1940年8月，受党组织派遣到衡阳做地下工作。1949年10月8日，中国人民解放军占领衡阳市后，出任中共衡阳市委员会委员、衡阳民主妇联主任，湖南省民主妇联筹委会组织委员。1950年4月7日李灿英在衡阳因病去世。在铜官文家坝与郭亮合葬。[4]
- 独生子李多难（先后改名为改名郑志成、袁志忠、郭志成，以表达继承父亲郭亮遗志）。1925年6月22日生。郭亮给他名叫‘多难’，因为“我们的儿子是在中华民族多灾多难的时候来到人间的”。1938年初，按照周恩来、邓颖超的安排，李灿英带郭志成从寄养的长沙铜官舅舅李炳奎家前往湖北武汉，把郭志成交给八路军武汉办事处。1938年2月，项英带子郭志成到延安。1938年8月郭志成与张太雷之子张芝明、蔡和森女儿三人一起抵达莫斯科，从此在苏联学习。1940年元旦，周恩来、邓颖超在莫斯科看望留苏学习的烈士子女张芝明（张太雷之子）、赵令超与赵施格（赵世炎之长子和次子）、郭志成合影。1950年初正在莫斯科访问的毛泽东和周恩来接见了郭志成，毛泽东握着郭志成的手说：“你长得和你父亲一样高。”并为郭志成亲笔题词“为人民服务”，周总理题词：“艰苦奋斗，努力学习。”1951年学成归回，一直在电力部门工作。由于郭志成父母均已亡故，经邓颖超、蔡畅、康克清、帅孟奇商酌，决定丧女的帅孟奇收郭志成为儿子。
  - 儿媳姚惠玲
  - 孙女郭新
  - 孙子郭强